# Thuidium paraguense
Thuidium paraguense är en bladmossart som beskrevs av Bescherelle 1891. Thuidium paraguense ingår i släktet tujamossor, och familjen Thuidiaceae. Inga underarter finns listade i Catalogue of Life.